# نزلة العوامر
قرية نزلة العوامر هي إحدى القرى التابعة لمركز ديروط في محافظة أسيوط في جمهورية مصر العربية. حسب إحصاءات سنة 2006، بلغ إجمالي السكان في نزلة العوامر 8629 نسمة، منهم 4374 رجل و4255 امرأة.